# Pelophylax kl. grafi
Pelophylax kl. grafi – płodny mieszaniec powstały wskutek hybrydyzacji żaby pirenejskiej oraz żaby śmieszki. Obecnie populacja utrzymywana jest dzięki krzyżowaniu wstecznemu z żabą pirenejską. Dorasta do 11 cm długości i występuje w południowej Francji oraz w Katalonii.

## Hybrydogeneza
Pelophylax kl. grafi jest kleptonem powstałym wskutek hybrydyzacji żaby pirenejskiej (Pelophylax perezi) i żaby śmieszki (Pelophylax ridibundus). Obecnie populacja utrzymywana jest dzięki krzyżowaniu wstecznemu żaby pirenejskiej i P. kl. grafi, podczas którego obserwuje się hybrydogenezę. Podczas hybrydogenezy genom żaby pirenejskiej eliminowany jest przed mejozą, a do gamet przekazywany jest jedynie genom żaby śmieszki, która do niedawna nie była obecna na terenach obecnie zasiedlanych przez P. kl. grafi. W związku z powyższym do podtrzymywania genomu żaby pirenejskiej konieczna jest ciągła obecność czystych genetycznie osobników żaby pirenejskiej, które będą krzyżowały się z osobnikami P. kl. grafi. Od niedawna obserwuje się występowanie żaby śmieszki na terenach zasiedlanych przez P. kl. grafi i żaby pirenejskiej (głównie w związku z introdukcją), co może doprowadzić do zwiększenia liczebności P. kl. grafi poprzez krzyżowanie z żabą pirenejską. 

## Wygląd
Płaz ten dorasta do 5–11 cm długości i z wyglądu przypomina gatunki rodzicielskie – żabę pirenejską (od której jest co prawda większy) oraz żabę śmieszkę. Od obu tych gatunków odróżnia go większy rozmiar modzela piętowego.

## Zasięg występowaniai siedlisko
Gatunek ten występuje na południu Francji i w Katalonii. Spotykany jest w tych samych rodzajach siedlisk co żaba pirenejska, tzn. w różnorakich zbiornikach wodnych na wysokościach do 2300 m n.p.m. i, podobnie jak u żaby pirenejskiej, okres godowy trwa od lutego do czerwca.